# Charles Bochsa
Charles (Karl) Bochsa (* ? in Böhmen; †  1821 in Paris) war ein französischer Komponist, Oboist, Verleger und Musikalienhändler.
Charles Bochsa war böhmischer Herkunft. Er wirkte als Militärmusiker und später als Oboist an den Theatern in Lyon und Bordeaux. Gegen 1806 ließ er sich als Verleger und Musikalienhändler in Paris nieder und starb dort 1821.
Der Vater von Robert Nicolas-Charles Bochsa hinterließ zahlreiche kammermusikalische Werke in diversen Besetzungen und verfasste das Lehrbuch für Flöte „Méthode et Airs pour la Flute“.